# (3021) Lucubratio
(3021) Lucubratio (1967 CB) – planetoida z pasa głównego asteroid okrążająca Słońce w ciągu 5,68 lat w średniej odległości 3,18 j.a. Odkryta 6 lutego 1967 roku.